# Mathis Mathisen
Mathis Mathisen född 4 april 1937 i Lillesand på Sørlandet, är en norsk författare.
Mathis Mathisen är utbildad lärare. Han har i flera böcker beskrivit folk i främmande kulturer. Annars är han mest känd för sina barn- och ungdomsböcker. Han har också under flera år arbetat med barnprogram i radio och TV, bland annat med manus till TV-serier och uppläsningsserier i Barnetimen for de minste, däribland sagan om Basse og Sofie. 1988 fick Mathis Mathiesen Norsk litteraturkritikerlags barnbokspris för ungdomsboken Ismael.
Mathis Mathiesen har i många år bott i Melsomvik i Vestfold.